# ケイト・ハドソン
ケイト・ギャリー・ハドソン（Kate Garry Hudson, 1979年4月19日 - ）は、アメリカ合衆国の女優。

## 来歴

### 生い立ち
カリフォルニア州ロサンゼルス出身。母はイングランド系とハンガリーのユダヤ系アメリカ人の女優ゴールディ・ホーン、父は歌手のイタリア系のビル・ハドソン。両親は本人の幼少時に離婚。その後母親は、俳優のカート・ラッセルと同棲。現在に至るまで彼を父親として公表している。
実兄は俳優のオリヴァー・ハドソン。義理の弟（カート・ラッセルと元妻の子）と異父弟と異母弟妹がいる。

### キャリア
子役時代の1990年に『ホーム・アローン2』に合唱隊のメンバーの1人として出演しており、公開から30年以上が経過した2024年現在でもテレビ局などが同映画を放映する度に10セント（日本円で約15円）の再放送出演料を受け取っていることを自身のポッドキャスト番組にて明らかにしている。
1998年に『Ricochet River』にて本格的に映画デビューを果たした。同年公開の『200本のたばこ』で演技を絶賛される。2000年に『あの頃ペニー・レインと』でゴールデングローブ賞 助演女優賞を受賞、アカデミー助演女優賞にもノミネートされた。
『10日間で男を上手にフル方法』や『トラブル・マリッジ カレと私とデュプリーの場合』といったロマンティック・コメディ作品のヒットが多く、新ラブコメの女王と評されている。

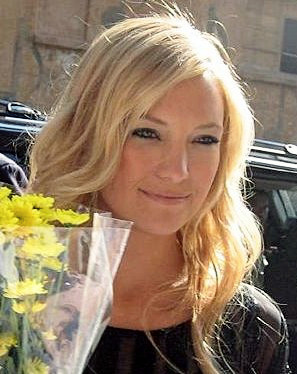
2006年『レイト・ショー・ウィズ・デイヴィッド・レターマン』出演後

2007年に短編映画『Cutlass』で映画監督デビューを果たす。2008年にピープル誌の「最も美しい100人」に選ばれ、表紙を飾った。

### 私生活
2000年にブラック・クロウズのクリス・ロビンソンと結婚し、2004年1月7日に長男（ライダー・ラッセル・ロビンソン）を出産。2006年8月14日に破局が発表され、同年11月17日に離婚。
クリス・ロビンソンと離婚前に『トラブル・マリッジ カレと私とデュプリーの場合』で共演した俳優のオーウェン・ウィルソンと交際を始め、2007年5月に破局（その後オーウェンの自殺未遂となる）。2007年には俳優ダックス・シェパードと、2008年には再びオーウェン・ウィルソンや自転車レース選手のランス・アームストロングらと浮名を流した 。2009年5月に野球選手のアレックス・ロドリゲスと交際を始めたが、同年12月に破局。
2006年、ハドソンは自身が摂食障害で酷く痩せ細っていると報道したタブロイド紙National Enquirerに対して訴訟を起こした。ハドソンは当該記事は「見えすいた嘘」であり、悪意のある記事が多感な時期の若い女性に与える影響を心配していると声明を出した。National Enquireはハドソンに謝罪と賠償を行なった。
2010年、ロックバンド『ミューズ』のボーカル、マシュー・ベラミーと交際を開始し、2011年4月に婚約、同年6月に男の子を授かった。2014年に婚約破棄を発表したが、ハドソンとベラミーの間柄は息子と共に良好で共同親権を有している。
2018年10月、かねてから交際していたボーイフレンドで日系4世のミュージシャン、ダニー・フジカワとの間に女児が誕生した。ダニーの曽祖父母のヒコザ・フジカワ (1902-1987)とユー・ノムラ (1902-1960)がともに東京出身の日本人移民で、祖父は外科医、法律事務所を営んでいた父親が晩年ハドソンの友人サラ・フォスターの母親と内縁関係だったことから知り合った。

## 出演作品

### 映画
| 年   | 邦題 原題                                                            | 役名                               | 備考                           | 吹替                                        |
| ---- | -------------------------------------------------------------------- | ---------------------------------- | ------------------------------ | ------------------------------------------- |
| 1998 | ウェルカム・バクスター Desert Blue                                   | スカイ・デーヴィッドソン           | 日本劇場未公開                 |                                             |
| 1999 | 200本のたばこ 200 Cigarettes                                         | シンディ                           |                                | 佐々木優子                                  |
| 2000 | Dr.Tと女たち Dr T and the Women                                      | ディーディー                       |                                | 福寿直子                                    |
| 2000 | あの頃ペニー・レインと Almost Famous                                 | ペニー・レイン                     | アカデミー助演女優賞ノミネート | 高山みなみ                                  |
| 2000 | ゴシップ Gossip                                                      | ナオミ・プレストン                 |                                | 吹替版なし                                  |
| 2000 | アバウト・アダム アダムにも秘密がある About Adam                     | ルーシー・オーウェンズ             | 日本劇場未公開                 | 甲斐田裕子                                  |
| 2002 | サハラに舞う羽根 The Four Feathers                                   | エスネ                             |                                | 坂本真綾（ソフト版） 岡寛恵（テレビ東京版） |
| 2003 | ル・ディヴォース/パリに恋して Le Divorce                             | イザベル・ウォーカー               |                                | 沢海陽子                                    |
| 2003 | あなたにも書ける恋愛小説 Alex & Emma                                 | エマ・ディンズモア                 |                                | 高橋理恵子                                  |
| 2003 | 10日間で男を上手にフル方法 How to Lose a Guy in 10 Days              | アンディ・アンダーソン             |                                | 斎藤恵理                                    |
| 2004 | プリティ・ヘレン Raising Helen                                       | ヘレン・ハリス                     |                                | 井上喜久子                                  |
| 2005 | スケルトン・キー The Skeleton Key                                    | キャロライン・エリス               | 日本劇場未公開                 | 吉田陽子                                    |
| 2006 | トラブル・マリッジ カレと私とデュプリーの場合 You, Me and Dupree     | モリー・パターソン                 | 日本劇場未公開                 | 落合るみ                                    |
| 2008 | フールズ・ゴールド/カリブ海に沈んだ恋の宝石 Fool's Gold              | テス・フィネガン                   |                                | 安藤麻吹                                    |
| 2008 | 2日間で上手に彼女にナル方法 My Best Friend's Girl                    | アレクシス                         | 日本劇場未公開                 |                                             |
| 2009 | ブライダル・ウォーズ Bride Wars                                      | オリヴィア・“リヴ”・ラーナー       | 日本劇場未公開                 | 吉川亜紀子                                  |
| 2009 | NINE Nine                                                            | ステファニー                       |                                | 野浜たまこ                                  |
| 2010 | キラー・インサイド・ミー The Killer Inside Me                        | エイミー・スタントン               |                                | 吹替版なし                                  |
| 2011 | 私だけのハッピー・エンディング A Little Bit of Heaven                | マーリー・コベット                 |                                | 藤貴子                                      |
| 2011 | Something Borrowed/幸せのジンクス Something Borrowed                 | ダーシー                           | 日本劇場未公開                 | 吹替版なし                                  |
| 2012 | ミッシング・ポイント The Reluctant Fundamentalist                    | エリカ                             | 日本劇場未公開                 | 安藤麻吹                                    |
| 2014 | パーフェクト・プラン Good People                                     | アンナ・ライト                     |                                | 宮島依里                                    |
| 2014 | WISH I WAS HERE 僕らのいる場所 Wish I Was Here                       | サラ・ブルーム                     |                                | 吹替版なし                                  |
| 2015 | ロック・ザ・カスバ! Rock the Kasbah                                  | マーシー                           |                                | 林りんこ                                    |
| 2016 | カンフー・パンダ3 Kung Fu Panda 3                                    | メイメイ                           | 声の出演                       | 佐古真弓                                    |
| 2016 | マザーズ・デイ Mother's Day                                          | ジェシー                           |                                | 林真里花                                    |
| 2016 | バーニング・オーシャン Deepwater Horizon                             | フェリシア・ウィリアムズ           |                                | 木村香央里                                  |
| 2017 | マーシャル 法廷を変えた男 Marshall                                   | エレノア（エリー）・ストルービング |                                | TBA                                         |
| 2021 | ライフ・ウィズ・ミュージック Music                                   | ズー                               |                                | 吹替版なし                                  |
| 2021 | Mona Lisa and the Blood Moon                                         | Bonnie                             |                                | N/A                                         |
| 2022 | ナイブズ・アウト: グラス・オニオン Glass Onion: A Knives Out Mystery | バーディー・ジェイ                 |                                | 園崎未恵                                    |
| 2023 | A Little White Lie                                                   | Simone Cleary                      |                                | N/A                                         |
| 2024 | Shell                                                                | Zoe Shannon                        |                                | N/A                                         |
| TBA  | Song Sung Blue                                                       | Claire Sardina                     |                                |                                             |

### テレビ
| 年        | 邦題/原題                                                              | 役名                 | 備考                                             | 吹替     |
| --------- | ---------------------------------------------------------------------- | -------------------- | ------------------------------------------------ | -------- |
| 2000      | サタデー・ナイト・ライブ Saturday Night Live                           | 本人 / ホスト        | 「Kate Hudson/Radiohead」                        | N/A      |
| 2012-2013 | glee/グリー Glee                                                       | カサンドラ・ジュライ | 計5話出演                                        | 朴璐美   |
| 2015      | ランニング・ワイルド with ベア・グリルス Running Wild with Bear Grylls | 本人                 | 第2シーズン第3話「ケイト・ハドソンとサバイバル」 |          |
| 2022      | 真相 - Truth Be Told Truth Be Told                                     | マイカ・キース       | 計10話出演                                       |          |
| 2025-     | ランニング・ポイント Running Point                                     | アイラ・ゴードン     | 計10話出演                                       | 園崎未恵 |